# 초특급 꾸러기 대행진
《초특급 꾸러기 대행진》은 1992년 3월 29일부터 1993년 4월 25일까지 SBS에서 방영되었던 버라이어티 프로그램이다.
한편, 이 프로그램은 첫 회부터 《꾸러기 대행진》이란 이름을 통해 일요일 오후 6시에 편성됐으나 MBC 《일요일 일요일 밤에》와 대항하기 위해 같은 해 8월 23일부터 2시간으로 와이드 확대 편성한 동시에 제목을 변경시켰는데 시청률 20%대 유지하지만, 청소년층 사이에 다소 저질 시비로 인하여 1993년 4월 25일에 폐지하였고 어린이에게 걸맞지 않은 대사와 배역을 맡겨 웃음을 자아내 방송위원회로부터 제재를 받았다.

## 특이사항
- 1992년 5월 24일 - 6시부터 8시까지 특집 편성됐으며 《쇼! 서울 서울》 결방
- 1992년 11월 15일 - 5시 20분부터 <깜짝 비디오대상>, 6시 50분부터 창사 1주년 특집 <MC 해머 서울 공연> 편성[3]으로 결방
- 1993년 3월 7일 - 6시부터 세계청소년축구 <한국 VS 영국> 위성중계 편성에 따라 7시부터 8시까지만 방영

## 역대 코너
- 《깜짝 비디오》
- 《꾸러기 콘테스트》 - 서태순과 아이들(김지선, 윤정수, 김경식) 등 출연
- 《꾸러기 카메라》- 김종국 진행
- 《신동엽의 스타도전》- 신동엽 진행
- 《아기 꾸러기 병국이》- 김미화 진행
- 《꾸러기 NG파티》- 이성미 진행
- 《이색스포츠
- 《꾸러기 극장》
- 《꾸러기 매직》
- 《개그클럽 커운트다운》
- 《MC 하마 랩 일기》
- 《꾸러기 아카데미 》
- 《꾸러기 시네마 》
- 《꾸러기 이벤트 》

## 타이틀 변천사
| #  | 타이틀                 | 방송 기간                          |
| -- | ---------------------- | ---------------------------------- |
| 1  | 초특급 꾸러기 대행진   | 1992년 3월 29일 ~ 1993년 4월 25일  |
| 2  | 코미디 일요일은 있다   | 1995년 2월 26일 ~ 1995년 4월 16일  |
| 3  | TV 전파왕국            | 1995년 5월 7일 ~ 1996년 8월 24일   |
| 4  | 코미디 펀치펀치        | 1996년 2월 11일 ~ 1996년 10월 12일 |
| 5  | 코미디쇼 대단한 일요일 | 1996년 11월 3일 ~ 1997년 2월 23일  |
| 6  | 아이러브 코미디        | 1996년 10월 20일 ~ 1997년 10월 5일 |
| 7  | TV특급 일요일이 좋다   | 1997년 6월 15일 ~ 1997년 10월 19일 |
| 8  | 밀레니엄 특급          | 1999년 2월 27일 ~ 1999년 5월 29일  |
| 9  | 서세원의 슈퍼스테이션  | 1999년 6월 5일 ~ 1999년 8월 29일   |
| 10 | 로드쇼 힘나는 일요일   | 1999년 11월 14일 ~ 2000년 4월 16일 |
| 11 | 뷰티풀 라이프          | 2000년 4월 23일 ~ 2001년 3월 11일  |
| 12 | 초특급 일요일 만세     | 2001년 3월 18일 ~ 2002년 1월 13일  |
| 13 | 쇼! 일요천하           | 2002년 1월 20일 ~ 2002년 7월 7일   |
| 14 | 뷰티풀 선데이          | 2002년 7월 14일 ~ 2004년 3월 21일  |
| 15 | 일요일이 좋다          | 2004년 3월 28일 ~ 2017년 3월 19일  |

## 같이 보기
- 일요일 일요일 밤에 - 동시간대